# 157 до н. е.

## Народились
- Гай Марій — римський полководець і політичний діяч, керівник популярів, який сім разів був обраний у консули.

## Померли
- Лю Хен — імператор династії Хань у 179 — 157 до н. е. (посмертне ім'я — Імператор  Вень, храмове ім'я — Тайцзун)